# Akcesoria entomologiczne
Akcesoria entomologiczne – przyrządy służące badaniom owadów, wykorzystywane przez entomologów. Mieszczą się tu przyrządy do chwytania owadów, preparowania i przechowywania kolekcji.
- przyrządy do zbierania owadów: siatka entomologczna, czerpak entomologiczny, parasol entomologiczny, siatka 'U' do łowienia owadów spod kory, pułapka Barbera, pułapka typu Malaise, lampa i ekran do odłowów do światła, pułapka feromonowa, sito entomologiczne.

- przyrządy do preparowania i przechowywania kolekcji: szpilki entomologiczne, szpilki do etykiet, igły preparacyjne, pęsety, rozpinadła, gabloty entomologiczne, pudła entomologiczne, banieczki szklane (na środki chemiczne – zabezpieczanie zbiorów przed szkodnikami), kartoniki pod owady.

- przyrządy badawcze: igły preparacyjne, mikroskop, binokular (mikroskop stereoskopowy, lupa stereoskopowa), lupa.

- klucze do oznaczania

- olfaktometry entomologiczne